# Benelux

Benelux

Benelux este o uniune economică în Europa de Vest, compusă din trei monarhii vecine: Belgia, Țările de Jos și Luxemburg. Numele este format din începutul numelui fiecărei țări componente și a fost creat inițial pentru Uniunea Vămilor Benelux, însă este folosit în prezent într-un mod ceva mai generic. 
Tratatul consemnând Uniunea Vamală a Beneluxului a fost semnat la Londra, în 1944, de guvernele celor trei țări, aflate atunci în exil în Marea Britanie. A intrat în funcțiune în 1947 și și-a încetat existența în 1960, când a fost înlocuit de entitatea denumită Uniunea Economică a Beneluxului. A fost precedat de, încă existenta, Uniune Economică Belgia-Luxemburg, fondată în 1925. 
Fondarea Beneluxului a contribuit la fondarea Uniunii Europene, prin crearea inițială a unor organizații premergătoare acesteia, CECO în 1951 și CE în 1957. Toate cele trei țări Benelux au fost membre fondatoare a acestor organizații, împreună cu Germania, Franța și Italia. Articolul 306 al Tratatului CE stipulează: „Conținutul acestui Tratat nu va interfera - în nici un fel – cu existența or constituirea de organizații regionale între Belgia și Luxemburg (pe de o parte) sau între Belgia și Luxemburg respectiv Țările de Jos (pe de altă parte), până la punctul împiedicării realizării obiectivelor acestor organizații regionale din cauza aplicării acestui Tratat.” Acest articol a rămas neschimbat sub numele de articolul IV-441 al Constituției europene. 

## Regiunea
| Steag         | Țara          | Capitala  | Orașe principale                         | Populație (2012) | Suprafață  | Densitate |
| ------------- | ------------- | --------- | ---------------------------------------- | ---------------- | ---------- | --------- |
| Belgia        | Belgia        | Bruxelles | Anvers, Gent, Charleroi                  | 11 071 483       | 30 528 km² | 362,7/km² |
| Luxemburg     | Luxemburg     | Luxemburg | Esch-sur-Alzette, Differdange, Dudelange | 511 840          | 2 586 km²  | 197,9/km² |
| Țările de Jos | Țările de Jos | Amsterdam | Rotterdam, Haga, Utrecht                 | 16 847 007       | 41 543 km² | 405,5/km² |
| Total:        |               |           |                                          | 28 430 330       | 74 657 km² | 380,8/km² |